# 21395 Albertofilho
A 21395 Albertofilho (ideiglenes jelöléssel 1998 FJ41) a Naprendszer kisbolygóövében található aszteroida. A LINEAR projekt keretében fedezték fel 1998. március 20-án.